# مثاب (اسم)
مثاب هو اسم علم مذكر من أصل عربي، ومعناه هو العودة إلى الصحة والسلامة.

## وصلات خارجية
- موسوعة السلطان قابوس لأسماء العرب